# Gioachino Rossini
Gioachino Antonio Rossini, italijanski operni skladatelj, * 29. februar 1792, Pesaro, Italija, † 13. november 1868, Passy pri Parizu, Francija.

## Življenje in delo
Rossini se je rodil v glasbi naklonjeni družini, njegov oče je bil mestni hornist in trobentač, sicer pa javni izklicevalec mestne hiše. Mati je bila pevka pri popotni skupini. Že kot otrok je z zaslužkom, ki ga je prejel s petjem v cerkvenem zboru, prispeval v družinski proračun. Najprej je študiral v Lugu in nato v Bologni pri opatu Mattei. Leta 1806 se je vpisal na Liceo musicale v Bologni. Star deset let se je učil tudi čembalo. Sicer pa je v Bologni hodil na tečaj kontrapunkta, violončela in klavirja. Leta 1806 so ga sprejeli tudi na Accademio filharmonico.
Z osemnajstimi leti je v Benetkah izvedel svojo prvo opero buffo - La Cambiale di matrimonio, ki je občinstvu takoj ugajala. V naslednjih petih letih je napisal šestnajst oper. Pri dvajsetih je z opero Pietra del paragone osvojil milansko Scalo, pri enaindvajsetih letih pa je z opero Tancredi v Teatru Fenice izzval prvi rossinijevski delirij. Njegovo slavno operno delo “Seviljski brivec” je prišlo na odrske deske gledališča Argentino v Rimu. Znana anekdota, da je operno partituro napisal v kratkem času trinajstih dni, je povsem verjetna, saj je znano, da je pogosto napisal tri do štiri opere letno. Do konca leta 1822 je deloval kot hišni skladatelj impresarija in lastnika igralnice Barbaie v Neaplju, smel pa je delati tudi za druge impresarije. Tam je spoznal pevko Isabelo Colbran, za katero je napisal nekaj opernih vlog. Z njo se je leta 1822 tudi poročil in odpotoval na gostovanje v London.
Deloval je še v Parizu, kjer je vodil Théatre Italien in od bourbonskega kralja Charlesa X. prejel sinekuro inšpektorja petja. V letih, ko je živel v Parizu, je napisal serijo oper, imenovanih dramma serio, v katerih je iskal dramske resnice. S temi deli se je končal svet belcanta. Vrhunec njegovega ustvarjanja je bila velika opera v francoskem jeziku “Vilijem Tell”, uprizorjena 1829. To je njegova zadnja opera. Star sedemintrideset let se je tedaj odločil, da se povsem odpove pisanju oper. Po uspehu Viljema Tella je odpotoval v Bologno, kjer je režiral svoje opere v Teatro comunale. Zaradi gmotnih interesov v času francoske revolucije se je vrnil v Pariz. Ludvik-Filip mu je ukinil rento in Rossini se je tožil celih pet let. Med tem ga je podpiral seviljski bankir Alexandre Aguado, ki ga je leta 1832 povabil v Madrid. Tam so ga sprejeli na dvoru, bogat prelat don Manuel Varela pa je naročil Stabat mater.
Med zdravljenjem v Aix-les-bains je leta 1832 spoznal Olympe Pélissier, s katero je živel po ločitvi od Isabelle Colbran. Po smrti prve žene se je z njo leta 1845 tudi poročil. Postal je borzijanec in živel od trgovskih špekulacij. Nekaj let je preživel v Milanu, kjer so ga obiskovali različni tedaj znani umetniki. Leta 1840 je, kljub krizam depresije, prevzel vodenje bolonjskega Licea Musicale. Po nekaj letih je odšel za sedem let v Firence, leta 1855 pa ponovno v Pariz. Tudi tukaj je v svojem salonu sprejemal znane umetnike, ministre, vladarje in finančnike. Gledališča sploh ni več obiskoval, večinoma je bil doma in prirejal vsako soboto družabne večere s koncertom in imenitno večerjo. V tem času je napisal Malo slavnostno mašo, imenovano tudi »prva salonska maša«. Bila je zelo izvirna z zvočnimi efekti in zelo moderna, saj je združevala ravnovesje med pobožnostjo in modernostjo.
Zadnja leta je bil bolehen, silno nervozen in vraževeren. Bal se je smrti, petka in številke 13. Leta 1868 se je skladateljevo zdravje poslabšalo, 13. novembra 1868 je umrl v svoji hiši v Passyju v Parizu.

### Kuharsko mojstrstvo
Ko je živel v Parizu od leta 1855 do smrti, je k sebi je vabil elito tedanjih umetnikov in jim stregel kot mojstrski kuhar s kreacijami svoje izvrstne kuhinje. Je avtor več kot 1000 kuharskih receptov, njegova najbolj znana jed se danes imenuje tournedos Rossini (Rossinijevi turnedoji).

## Opere (izbor)
| - Ženitna menica (1810) - Demeter in Polibio (1806) - Čiro v Babiloniji (1812) - Priložnost dela tatu (1812) - Gospod Bruschino (1813) - Tankred (Tancredi) (1813) - Italijanka v Alžiru (L'Italiana in Algeri) (1813) - Turek v Italiji (1814) - Elizabeta, angleška kraljica (1815) - Torvaldo in Dorliska (1815) - Seviljski brivec (Il Barbiere di Seviglia) (1816) - Otello (1816) - Pepelka (1817) - Armida (1817) - Tatinska sraka (1817) - Adelaide di Borgogna (1818) | - Ricciardo in Zoraida (1818) - Mojzes v Egiptu (1818) - Bianca in Faliero (1819) - Eduardo in Cristina (1819) - Gospa z jezera (1819) - Ermione (1819) - Maometto II (1820) - Matilde di Shabran (1821) - Zelmira (1822) - Semiramide (1823) - Potovanje v Reims (1825) - Obleganje Korinta (1826) - Adina ali Bagdadski kalif (1826) - Grof Ory (1828) - Viljem Tell (1829) |